# Iris Apfel
Iris Apfel (rozená Barrel; 29. srpna 1921 New York – 1. března 2024 Palm Beach) byla americká podnikatelka, interiérová designérka a módní ikona, známá svým okázalým stylem, otevřeně upřímnou osobností a velkými brýlemi. Apfel podnikala se svým manželem Carlem od roku 1950 do roku 1992. Její kariéra v oblasti textilu zahrnovala smlouvu s Bílým domem, která trvala devět prezidentských období. V důchodovém věku, v roce 2005, sklidila uznání za výstavu v Institutu kostýmů v Metropolitním muzeu umění, kde představila svou sbírku bižuterie a oblečení. Stala se módní ikonou, v roce 2014 o ní byl natočen dokumentární film Alberta Mayslese Iris. V roce 2019 ve věku 97 let, podepsala smlouvu se společností IMG jako modelka.

## Životopis
Narodila se jako Iris Barrel 29. srpna 1921 ve čtvrti Astoria v Queens v New Yorku. Byla jediným dítětem židovských rodičů Samuela Barrela (1897–1967), jehož rodina vlastnila obchod se sklem a zrcadly, a jeho manželky ruského původu Sadye „Syd” Barrel (rozené Asofsky, 1898–1998), která vlastnila módní butik. Ačkoli ji rodiče a prarodiče vychovávali na farmě, Iris často jezdila metrem do města, aby prozkoumala Manhattan, kde si zamilovala Greenwich Village. Ještě jako dítě nakupovala v tamních starožitnictvích a založila si tak mimořádnou sbírku šperků z celého světa. V době hospodářské krize celá její rodina uměla šít, potahovat, lepit, malovat a měla cit pro design, zatímco museli vyjít s nejmenším rozpočtem.
Iris vystudovala dějiny umění na Newyorské univerzitě a navštěvovala uměleckou školu na Wisconsinské univerzitě.

### Kariéra
V mládí pracovala jako textařka pro odborný časopis Women's Wear Daily, kde si vydělávala 15 dolarů týdně, a pro interiérovou designérku Elinor Johnson, kdy zařizovala byty určené k dalšímu prodeji a zdokonalovala svůj talent pro vyhledávání vzácných předmětů. Byla také asistentkou ilustrátora Roberta Goodmana.
Dne 22. února 1948 se provdala za Carla Apfela. O dva roky později, v roce 1950, založili textilní firmu Old World Weavers, kterou vedli až do svého odchodu do důchodu v roce 1992. Manželé Apfelovi se specializovali na reprodukce látek ze 17., 18. a 19. století a dvakrát ročně cestovali do Evropy, kde hledali textilie, které nemohli sehnat ve Spojených státech. Newyorský showroom firmy se nacházel na Manhattanu na 115 Východní na 57. ulici. Během své kariéry se Iris podílela na řadě projektů navrhování a restaurování interiérů, včetně práce v Bílém domě pro devět prezidentů: Harryho S. Trumana, Dwighta D. Eisenhowera, Johna F. Kennedyho, Lyndona B. Johnsona, Richard Nixona, Geralda Forda, Jimmyho Cartera, Ronalda Reagana a Billa Clintona. Zjistila, že zakázka pro Bílý dům patřila mezi nejjednodušší zakázky jejich firmy, protože většinou bylo požadováno pouze zopakovat to, co už zde nacházelo dříve. Jedinou výjimkou byla podle Iris Jacqueline Kennedy, na kterou Iris vzpomínala: „Zaměstnala velmi slavného pařížského designéra, aby dům zvelebil a udělal z něj skutečného Frantíka, a designérská komunita se mohla pominout. Pak jsme museli všechno vyhodit a začít znovu. Ale paní Nixonová se mi líbila. Byla krásná.”
Díky svému podnikání začali manželé cestovat po celém světě, kde Iris nakupovala i řemeslně vyráběné oděvy, které nebyly ovlivněny Západem. Tyto oděvy nosila na večírky klientů z vyšší společnosti.
V roce 2011 se stala hostující profesorkou na Texaské univerzitě v Austinu v oboru textilu a oděvů.
V roce 2016 účinkovala v televizní reklamě na francouzský automobil DS 3 a byla tváří australské značky Blue Illusion. V březnu 2016 oznámila spolupráci s technologickým startupem WiseWear na připravované řadě chytrých šperků. V roce 2018 vydalo nakladatelství HarperCollins její biografii Iris Apfel: Accidental Icon.
V roce 2019, ve věku 97 let, podepsala modelingovou smlouvu s globální agenturou IMG. Vzhledem k její oblíbenosti byla povzbuzena značkou Tommy Hilfiger, aby podepsala smlouvu skrze oficiální agenturní zastoupení.

### Soukromí
Manželé Apfelovi neměli děti, mimo jiné kvůli množství cest, které jejich práce vyžadovala. Iris nechtěla, aby její děti vychovávala chůva. V manželství byli 67 let, Carl zemřel 1. srpna 2015 ve věku 100 let. Iris své sté narozeniny oslavila dne 29. srpna 2021.
Zemřela ve svém domě v Palm Beach na Floridě 1. března 2024 ve věku 102 let.

## Odkaz

### Muzejní retrospektivy
Dne 13. září 2005 byla v Institutu kostýmů Metropolitního muzea umění v New Yorku vernisáž výstavy Rara Avis: The Irreverent Iris Apfel, která představila její styl. Bylo to poprvé, kdy muzeum uspořádalo výstavu o oděvech a doplňcích zaměřenou na žijící osobu, která nebyla návrhářkou. Úspěch výstavy, jejímž kurátorem byl Stéphane Houy-Towner, podnítil první putovní verzi výstavy v Norton Museum of Art ve West Palm Beach na Floridě, v Nassau County Museum of Art v Roslyn Harbor v New Yorku a později v Peabody Essex Museum v Salemu v Massachusetts.
Muzeum životního stylu a historie módy v Boynton Beach na Floridě projektuje budovu, v níž bude umístěna specializovaná galerie oděvů, doplňků a nábytku Iris Apfel.

### Dokumenty
Albert Maysles o Iris Apfel natočil dokumentární film Iris, který měl premiéru na newyorském filmovém festivalu v říjnu 2014 a který následně v roce 2015 získala společnost Magnolia Pictures pro americkou kinodistribuci. Apfel se také objevila v dokumentu If You're Not in the Obit, Eat Breakfast z roku 2017.

### Film
Iris Apfel je považovaná za jednu z inspirací pro vytvoření postavy Edny Mode, která se objevuje v animovaném filmu Úžasňákovi (2004) a jeho pokračování Úžasňákovi 2 (2018). Dalšími inspiracemi byly kostýmní návrhářka Edith Head, šéfredaktorka časopisu Vogue Anna Wintour a herečka Linda Hunt.

### Panenka Barbie
V roce 2018 vytvořila společnost Mattel panenku Barbie s podobiznou Iris Apfel, čímž se stala nejstarší osobou, podle jejíž nápodoby byla vytvořena tato panenka. Stala se také nositelkou nejvyššího ocenění, které značka Barbie uděluje. Barbie, vydaná v souvislosti s její knihou, nebyla určena k prodeji, ale Mattel vyrobil také dvě panenky Barbie „Oblékané Iris Apfel”, které byly komerčně dostupné.

### Ocenění
V roce 2013 ji deník The Guardian zařadil mezi padesát nejlépe oblékaných žen po padesátce.
Na 12. výročním galavečeru Women Together Gala, který se konal 7. června 2016 v sále Valného shromáždění OSN v New Yorku, získala zvláštní cenu Women Together.
V listopadu 2016 jí byla udělena cena Women's Entrepreneurship Day Pioneer Award za její práci v oblasti módy na půdě OSN v New Yorku.
Iris Apfel byla oceněna jako laureátka galavečera The New Jewish Home's Eight over Eighty Gala 2017.